# Carlos de Eizaguirre (1904)
El vapor correo de Filipinas Carlos de Eizaguirre fue un buque de vapor transatlántico español de la Compañía Trasatlántica Española, botado en 1903 y hundido durante la Primera Guerra Mundial el 26 de mayo de 1917 al chocar contra una mina marina frente a Ciudad del Cabo (Sudáfrica). En el naufragio murieron 134 personas entre tripulación y pasajeros y solo se salvaron 25. Se le conoce también como el "Titanic catalán".

## Construcción
El vapor se construyó en los astilleros de Sir Rayiton Dixon & C° Ltd de Middlesbrough, Inglaterra. Tenía dos máquinas de triple expansión construidas en The Wallsend Slipway Engineering Co. Ltd, Newcastle. Alcanzaba los 14,48 nudos con marea a favor y 13,9 con marea muerta o en contra.
Fue botado el 5 de diciembre de 1903 con el nombre de Leopoldville, perteneciente a la Cie. Belge du Congo, que lo destinó a la ruta del Congo Belga. En 1908 fue comprado por la compañía inglesa  African Steamship Company Ltd., que lo rebautizó como Landana. Finalmente fue adquirido por la Compañía Trasatlántica en 1910, que lo denominó Carlos de Eizaguirre. Partió de Cardiff el 9 de noviembre de 1910 con destino a Cádiz, donde llegó el 13 de noviembre de 1910. Tras unas modificaciones, partió hacia Barcelona, donde inició su servicio en la ruta a Filipinas en marzo de 1911. Su primer capitán fue Luis Sopelana Gil García.
Disponía de cámara de primera, con comedor, salón de fumadores, biblioteca-escritorio, camareta para señoras y camarotes para 85 pasajeros, con baños y retretes inodoros. En segunda había camarotes para 45 pasajeros, con comedor y fumador. En los entrepuentes había dos dormitorios colectivos para tercera clase, uno para cada sexo. El billete en primera costaba 1680 pesetas, con manutención y alojamiento de hasta 250 kilos de equipaje. El viaje en tercera valía 605 pesetas (455 para los «criados indígenas»).

## Vida operativa
El vapor hacía el trayecto entre Barcelona y Manila (Filipinas). La ruta habitual era por el mar Mediterráneo hasta el canal de Suez, por el mar Rojo y el océano Índico hasta Filipinas, con escalas en Ceilán y Sumatra. Sin embargo, en su segundo viaje, el canal de Suez estaba cerrado debido a la Primera Guerra Mundial para los barcos no aliados, por lo que se tuvo que tomar la ruta que circunvalaba África por el cabo de Buena Esperanza.
El 26 de mayo de 1917 el vapor se encontró con una mina a la deriva a 25 millas de Ciudad del Cabo. El capitán, Fermín Luzárraga, había pospuesto la entrada al puerto a causa de un temporal que provocaba mar arbolada. Esta demora fue fatal, ya que el encuentro con la mina se produjo a las 3.30 h de la madrugada, cuando todo el mundo dormía. La mina dio de lleno en la segunda cámara del barco, por estribor y bajo la línea de flotación. La explosión partió el barco en dos y provocó su hundimiento en apenas cuatro minutos. Solo se logró arriar uno de los ocho botes salvavidas. Murieron 134 personas: 84 tripulantes y 50 pasajeros. Solo se recuperaron ocho cadáveres, algunos de ellos devorados por tiburones. Sobrevivieron 25 personas, los ocupantes del bote número 6 y el ayudante de máquinas Alejandro Fernández, que saltó al agua y estuvo 32 horas agarrado a un tablón de madera.
La noticia llegó a la naviera por telegrama once horas después del suceso, pero ante la incertidumbre de no poder afrontar las indemnizaciones, ya que no tenían seguro contra atentados bélicos, no la hicieron pública. Enviaron a sus delegaciones unos telegramas cifrados que decían: «Termidor permutar transformado riel cerca de joya Robben ('Eizaguirre' perdido totalmente cerca de isla Robben)». El día 28 llegaron a Barcelona los primeros rumores de la tragedia. Un directivo de la compañía dictaminó entonces que «llevaremos esto con toda reserva y diremos que se trata de un accidente ordinario». Cuando por fin salió la noticia en prensa se dio la versión de la empresa. En una nota interna de la naviera se decía que «dado el régimen de censura en que tiene el Gobierno a la prensa, podremos conseguir fácilmente que esta se abstenga de publicar detalles sobre las probables causas del siniestro». Así, La Vanguardia y El Noticiero Universal publicaron que «la mayoría coinciden en no admitir la posibilidad de que el buque chocara con una mina a la deriva teniendo en cuenta la enorme distancia que se encuentra el lugar del suceso de las zonas minadas. En general, se cree que el 'Eizaguirre' debió encontrarse con algún temporal de los que son tan corrientes en el cabo de Buena Esperanza, zozobrando o chocando contra algún bajo».
Mientras los medios secundaban la versión oficial, los directivos de la Trasatlántica —dirigida entonces por el segundo marqués de Comillas, Claudio López Bru— se reunieron con el presidente del gobierno, el liberal Manuel García Prieto, para intentar presentar una reclamación al Reino Unido en el entendimiento de que era una mina defensiva británica. Sin embargo, el Almirantazgo inglés lo negó y alegó que se trataba de una mina a la deriva del buque corsario alemán SMS Wolf. Así pues no se hicieron más investigaciones, aunque en el Times del 9 de marzo el primer lord del Almirantazgo, sir Edward Carson, admitía que habían colocado minas en la zona. El naufragio conmocionó a la ciudad de Barcelona y se vivieron escenas de pánico en el puerto por parte de los familiares de los pasajeros.